# Muzeum Miejskie Dzierżoniowa
Muzeum Miejskie Dzierżoniowa – instytucja kultury w Dzierżoniowie, znajdująca się przy ulicy Świdnickiej 30. Muzeum zostało otwarte 1 maja 2011 roku. Powstało poprzez przekształcenie Izby Regionalnej, działającej przy Dzierżoniowskim Ośrodku Kultury.
W muzeum znajdują się zbiory kartograficzne i dokumenty dotyczące miasta, a także okolicznych miejscowości. Można zobaczyć zbiory, które obejmują zabytki przemysłu i rzemiosła, w tym stałą wystawę poświęconą fabryce urządzeń radiowych – Diorze.